# Ritter-von-Spix-Medaille

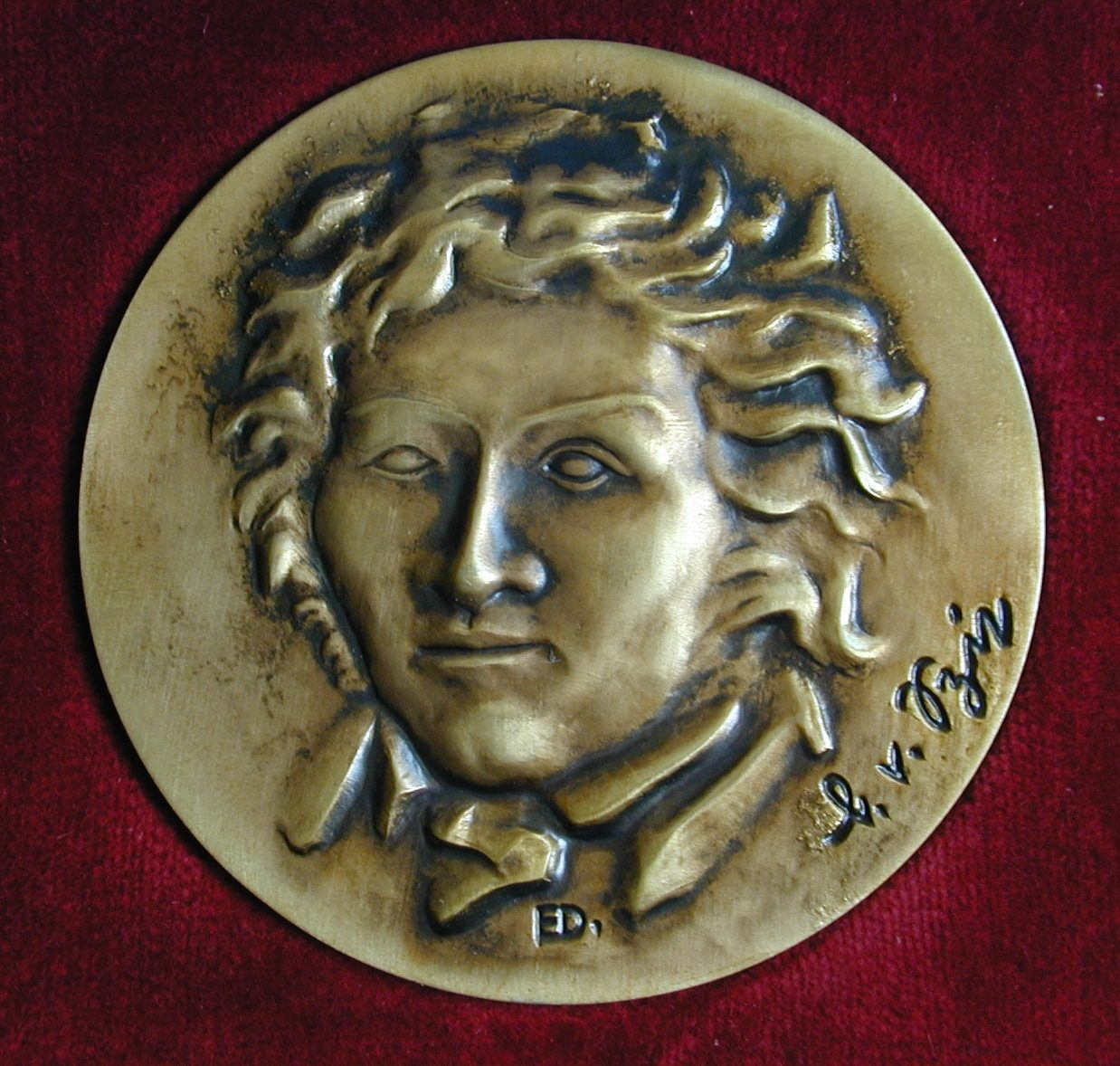
Spixmedaille

Die Ritter-von-Spix-Medaille wird seit dem 200. Geburtstag von Johann Baptist Ritter von Spix, also seit 1981, vergeben. Die Freunde der Zoologischen Staatssammlung München ehren damit Persönlichkeiten, die sich um die Zoologische Staatssammlung München oder die Zoologie im Allgemeinen besonders verdient gemacht haben. Die meisten Träger der Ritter-von-Spix-Medaille haben eine wertvolle zoologische Sammlung an die Zoologische Staatssammlung München übereignet.

## Träger der Medaille
- 1981 Hermann Kahmann
- 1981 Mühlhäusser
- 1981 Artur Roll
- 1983 Rolf Hinz
- 1986 Burchard Alberti
- 1986 Lars Brundin
- 1986 Peter Chlupaty
- 1986 Hans Mendl
- 1990 Georg Necker
- 1990 Karl Wellschmied (posthum)
- 1991 Hans-Jürgen Bremer
- 1991 Rupprecht Bender
- 1991 Maximilian Schwarz
- 1992 Helmut Fürsch
- 1992 Stefan Kager
- 1993 Walter Huber
- 1993 Dieter Soltmann
- 1994 Manfred Kraus
- 1994 Karl Spornraft
- 1994 Walter Steinhausen
- 1995 Eberhard Plassmann
- 1996 Elisabeth Hintelmann
- 1997 Rudolf Bauer
- 1997 Peter Brandl
- 1998 Robert Frieser
- 1998 Gottfried Behounek
- 1999 Winfried Engl
- 1999 Gerd von Rosen
- 2000 Ulf Eitschberger
- 2001 Claude Herbulot
- 2001 Thomas J. Witt
- 2003 Heinz Politzar
- 2003 Karl-Heinz Fuchs
- 2008 Zoltán Varga
- 2010 Lutz W. R. Kobes
- 2011 Axel Alf
- 2013 Philippe Darge
- 2014 Theo Grünewald
- 2017 Georg Derra[2]